# LINE

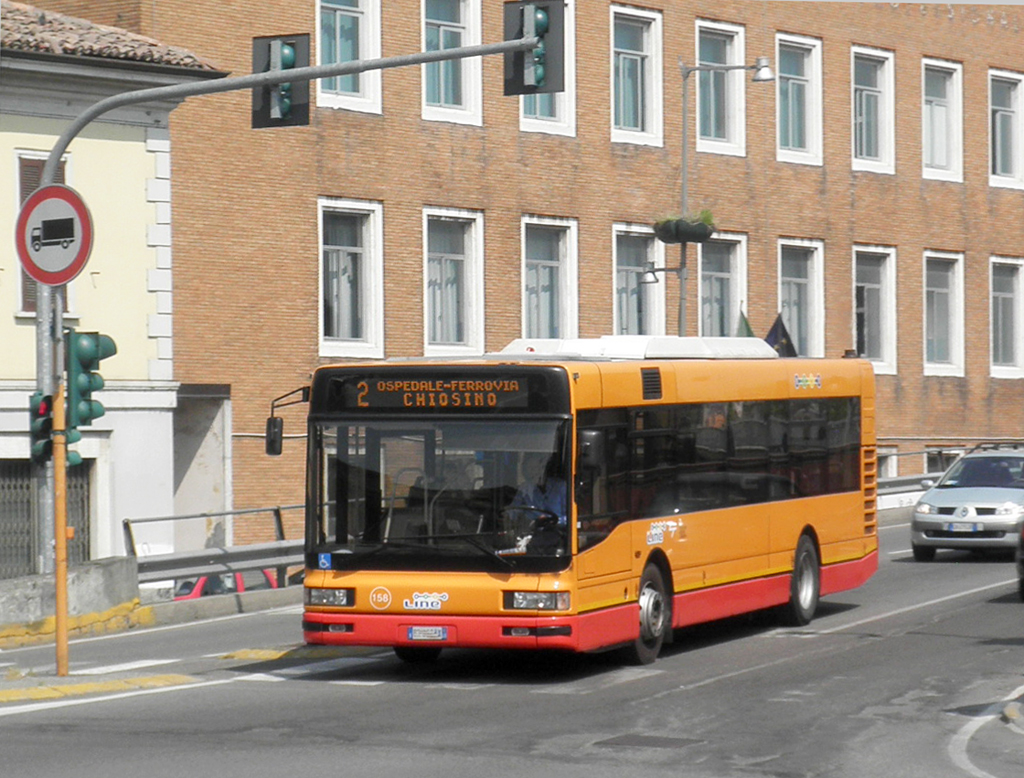
Autobus LINE del modello Iveco CityClass in servizio urbano a Lodi, sulla linea 2

LINE Servizi per la Mobilità S.p.A. è stata un'azienda fondata il 3 agosto 2001 da ASM Pavia SpA e S.I.S.A. SpA con sede legale in Pavia e sede secondaria a Lodi, attiva nei settori del trasporto pubblico locale e dei parcheggi a pagamento.
Nell'aprile del 2015 la maggioranza delle azioni di Line è stata acquistata dalla Star S.p.A..
LINE, in seguito al conferimento dei rami d'azienda dei soci fondatori, ha gestito alcuni servizi di trasporto pubblico interurbano nelle province di Lodi e Cremona, il trasporto pubblico urbano nei comuni di Lodi, Casalpusterlengo, Cernusco sul Naviglio e Vigevano, il parcheggio della stazione ferroviaria di Parma ed alcune aree di sosta nelle province di Lodi e Bergamo e nella città metropolitana di Milano. 
Dalla sua fondazione fino al 31 marzo 2018 ha gestito anche il trasporto pubblico urbano nel comune di Pavia e buona parte dei collegamenti interurbani a servizio di Pavia attraverso la controllata PMT Pavia Milano Trasporti, servizi che dal 1º aprile 2018 sono passati in gestione ad Autoguidovie. A Pavia LINE ha gestito anche, fino all'11 maggio 2019, il parcheggio di Via Campeggi, a servizio del vicino ospedale San Matteo, poi rilevato dalla cooperativa di posteggiatori cittadina.
Dal 1º gennaio 2022, mediante riassetto societario, i rami di azienda afferenti al trasporto pubblico locale di LINE S.p.A, STAR S.p.A. e PMT s.r.l. vengono conferiti alla nuova società STAR Mobility; di conseguenza l'identità aziendale LINE cessa di esistere. 